# Kasatkia seigeli
Kasatkia seigeli és una espècie de peix de la família dels estiquèids i de l'ordre dels perciformes.

## Descripció
- Fa 8,2 cm de llargària màxima.[1]

## Hàbitat i distribució geogràfica
És un peix marí, demersal (entre 6 i 26 m de fondària) i de clima tropical, que viu al Pacífic oriental central: Califòrnia (els Estats Units).

## Observacions
És inofensiu per als humans.